# Potonulo groblje (2002.)
Potonulo groblje hrvatski je dugometražni film Mladena Jurana  iz 2002. godine.
Po istoimenom romanu književnika Gorana Tribusona, horor poezije strave, psihološkog suspensea, nadograđen elementima trilera i povremenim komičnim ili grotesknim situacijama – nadrealistički je prikaz, ovaj put ratne katastrofe u Hrvatskoj devedesetih, s osjećajem za ritam, rafiniranim okom za detalj, stvarajući istinske karaktere... Uz interpretaciju u prekretnici povratničkih iseljenika Sven Medvešeka i Barbare Nole i simfonijsku glazbu skladatelja Igora Kuljerića, te uz scenarističku i glumačku suradnju oskarovca Jiri Menzela, u ulozi perfidnog doktora Javorskog – film je bio nominiran za Méliès d'Or award for the Best European Fantastic film, Brussels International Fantastic Film Festival 2003.